# Lista de aeroportos internacionais da Oceania
Lista dos aeroportos internacionais da Oceania com um movimento anual superior a um milhão de passageiros, e que realiza voos internacionais.
| Localização        | Nome                                       | Movimento de Passageiros |           |           |           |
| Austrália          | Austrália                                  | Austrália                | Austrália | Austrália | Austrália |
| ------------------ | ------------------------------------------ | ------------------------ | --------- | --------- | --------- |
| Adelaide           | Aeroporto Internacional de Adelaide        | 6 185 639                |           |           |           |
| Brisbane           | Aeroporto Internacional de Brisbane        | 17 523 979               |           |           |           |
| Cairns             | Aeroporto Internacional de Cairns          | 3 784 741                |           |           |           |
| Canberra           | Aeroporto Internacional de Canberra        | 3 267 831                |           |           |           |
| Darwin             | Aeroporto Internacional de Darwin          | 1 654 000                |           |           |           |
| Gold Coast         | Aeroporto Internacional de Gold Coast      | 3 777 831                |           |           |           |
| Hobart             | Aeroporto Internacional de Hobart          | 1 633 000                |           |           |           |
| Melbourne          | Aeroporto Internacional Tullamarine        | 22 598 365               |           |           |           |
| Perth              | Aeroporto Internacional de Perth           | 7 160 000                |           |           |           |
| Sydney             | Aeroporto Internacional de Sydney          | 31 964 578               |           |           |           |
| Townsville         | Aeroporto Internacional de Townsville      | 1,539,425                |           |           |           |
| Fiji               |                                            |                          |           |           |           |
| Nadi               | Aeroporto Internacional de Nadi            | 1 621 586                |           |           |           |
| Guam               |                                            |                          |           |           |           |
| Agana              | Aeroporto Internacional Antonio B. Won Pat | 2 621 586                |           |           |           |
| Nova Zelândia      |                                            |                          |           |           |           |
| Auckland           | Aeroporto Internacional de Auckland        | 45 621 586               |           |           |           |
| Christchurch       | Aeroporto Internacional de Christchurch    | 5 451 586                |           |           |           |
| Wellington         | Aeroporto Internacional de Wellington      | 4 802 000                |           |           |           |
| Queenstown         | Aeroporto Internacional de Queenstown      | 4 540 453                |           |           |           |
| Polinésia Francesa |                                            |                          |           |           |           |
| Tahiti             | Aeroporto Internacional Faa'a              | 1 735.825                |           |           |           |